# Storožynecký rajón
Storožynecký rajón (ukrajinsky Сторожинецький район) je bývalý rajón v Černovické oblasti na Ukrajině. Hlavním městem byl Storožynec a rajón měl přibližně 100 obyvatel obyvatel. 

## Sídla v rajónu
- Storožynec